# Baseodiscus pellucidus
Baseodiscus pellucidus är en djurart som tillhör fylumet slemmaskar, och som först beskrevs av Julius Thomas von Kennel 1891.  Baseodiscus pellucidus ingår i släktet Baseodiscus och familjen Valenciniidae. Inga underarter finns listade i Catalogue of Life.